# Макси Переира
Викторио Малсимилијано „Макси“ Переира Паез (шп. Maximiliano Pereira; Монтевидео, 8. јун 1984) професионални је уругвајски фудбалер који је до сада у каријери наступао за уругвајски Дефенсор спортинг као и за португалске великане Бенфику и Порто, а био је и дугогодишњи члан фудбалске репрезентације Уругваја. Игра на позицији десног одбрамбеног играча.

## Каријера
Каријеру је започео у млађим категоријама домаћег Дефенсора, одакле је касније прекомандован у први тим за који је наступао 5 сезона. Током лета 2007. године прелази у Бенфику где оставља велики траг. Након осам успешних година проведених у Лисабону у лето 2015. Переира прелази у редове великог ривала Порта.
За репрезентацију је дебитовао 26. октобра 2005. године против Мексика. Био је део тима који је дошао до полуфинала купа Америке 2007. године, као и тима који је изборио пласман на Светско првенство у Јужној Африци.

## Трофеји

### Бенфика
- Првенство Португала (3) : 2009/10, 2013/14, 2014/15.
- Куп Португала (1) : 2013/14.
- Лига куп Португала (6) : 2008/09, 2009/10, 2010/11, 2011/12, 2013/14, 2014/15.
- Суперкуп Португала (1) : 2014.
- Лига Европе : финале 2012/13, 2013/14.

### Порто
- Првенство Португала (1) : 2017/18.
- Суперкуп Португала (1) : 2018.

### Репрезентација Уругваја
- Копа Америка (1) : 2011.